# Thyreus tricuspis
Thyreus tricuspis là một loài Hymenoptera trong họ Apidae. Loài này được Pérez mô tả khoa học năm 1883.